# Ruta F del metro de Nova York
La Ruta F Sixth Avenue Local és un servei de ferrocarril metropolità subterrani del Metro de Nova York, als Estats Units d'Amèrica. Els serveis F operen tot el temps, des de Jamaica-179th Street a Queens fins a Coney Island-Stillwell Avenue (Brooklyn). Tot el servei és local menys exprés en una secció de Queens entre les estacions de Forest Hills-71st Avenue i 21st Street-Queensbridge
A diferència d'altres metros, cada servei no correspon a una única línia, sinó que un servei pot circular per diverses línies de ferrocarril. El servei F utilitza les següents línies:
| Ruta F del Metro de Nova York | Línia                  | <<                                   | >>                               | Vies   | Temps  |
| ----------------------------- | ---------------------- | ------------------------------------ | -------------------------------- | ------ | ------ |
| Ruta F del Metro de Nova York | Queens Boulevard Line  | nord de Forest Hills-71st Avenue     | nord de Forest Hills-71st Avenue | local  | sempre |
| Ruta F del Metro de Nova York | Queens Boulevard Line  | Forest Hills-71st Avenue             | 21st Street-Queensbridge         | exprés | sempre |
| Ruta F del Metro de Nova York | 63rd Street Line (IND) | tota la línia                        | tota la línia                    | N/A    | sempre |
| Ruta F del Metro de Nova York | Sixth Avenue Line      | 47th-50th Streets-Rockefeller Center | Lower East Side-Second Avenue    | local  | sempre |
| Ruta F del Metro de Nova York | Sixth Avenue Line      | sud de Second Avenue                 | sud de Second Avenue             | N/A    | sempre |
| Ruta F del Metro de Nova York | Culver Line            | tota la línia                        | tota la línia                    | local  | sempre |